# エスペン・ブレーデセン

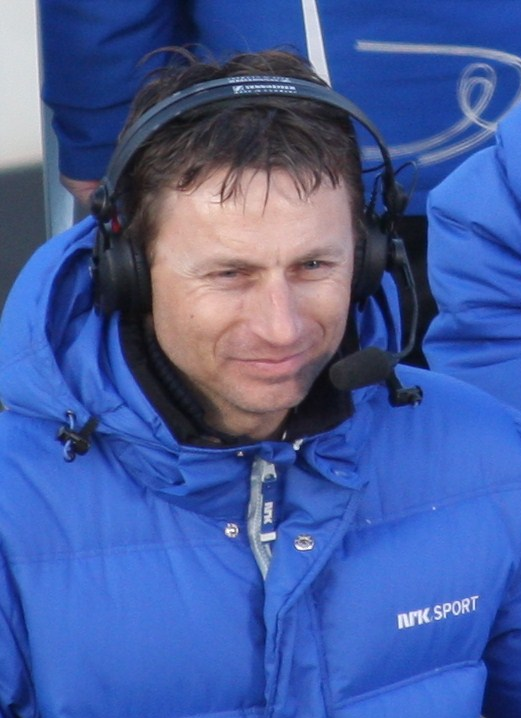

エスペン・ブレーデセン（Espen Bredesen、1968年2月2日 - ）は、ノルウェー・オスロ出身の元スキージャンプ選手。

## プロフィール
10歳の時にスキージャンプ競技を始めた。20歳の時の1989年12月16日、札幌でスキージャンプ・ワールドカップにデビュー、このときは45位だった。
1991年12月14日、札幌、宮の森で自身初の一桁順位となる8位となった。
1992年のアルベールビルオリンピックでは最悪の出来でラージヒルでは最下位の58位、ノーマルヒルでも59人中57位に終わった。彼は1ヶ月前からV字ジャンプに切り替えようとしているところだった。この結果ブレーデセンは"Espen the Eagle"というあだ名をつけられた（イギリスのスキージャンプ選手マイケル・エドワーズのあだ名、Eddie 'the Eagle' Edwards に由来する）。
スウェーデンのファールンで行われた1993年ノルディックスキー世界選手権で個人ラージヒル、団体ラージヒルで共に金メダルを獲得した。翌1993-94年シーズンにはジャンプ週間を制して地元のノルウェーで行われたリレハンメルオリンピックの個人ノーマルヒルで金メダル、ラージヒルでもイェンス・バイスフロクに次いで銀メダルを獲得した。また1994年にプラニツァで行われたスキーフライング世界選手権でもヤロスラフ・サカラに次いで銀メダルを獲得した。彼はフライングヒルで1994年には209m、1997年には210mの世界記録を達成している。
そしてこのシーズンのワールドカップで総合優勝を達成、ノルウェー選手としては1986/87シーズンのヴェガール・オパース以来二人目の快挙だった。
また1993年にはホルメンコーレン大会で優勝、1994年にはホルメンコーレン・メダルを受賞した。
ワールドカップでは通算8勝（2位10回3位4回）、ノルウェー選手権では合計9個のタイトルを獲得している。
1998年長野オリンピックでは、開会式においてノルウェー選手団の旗手を務めた。
1999/2000シーズンを最後に現役を引退、1999年12月19日、ポーランドのザコパネがワールドカップでの最後の試合だった。 引退を決意した要因の一つが同年の愛娘オーロラの誕生だった。
現在はオーロラと1997年に結婚した妻ビベケとともにトロンハイムで暮らしている。
リレハンメルオリンピックの団体ジャンプで日本が金メダルをほぼ掌中にしていたところ、原田雅彦が大失敗ジャンプをしてしまったことに対して「（直前に飛んだ）イェンス・バイスフロクが声をかけたことで原田が萎縮して失敗ジャンプになったのだろう」とマスコミに話している。